# Ioan Lăzăroi (deputat, 1860-1929)
Ioan Lăzăroi (n. 1860, Orăștie, județul Hunedoara – d. 1929, Orăștie, județul Hunedoara) a fost un deputat în Marea Adunare Națională de la Alba Iulia, organismul legislativ reprezentativ al „tuturor românilor din Transilvania, Banat și Țara Ungurească”, cel care a adoptat hotărârea privind Unirea Transilvaniei cu România, la 1 decembrie 1918:pp. 209-210.

## Biografie
A făcut școala primară, mai târziu făcându-și ucenicia ca pantofar:p. 209.

## Activitatea politică
Ca deputat în Adunarea Națională din 1 decembrie 1918 a fost delegat al Reuniunii Meseriașilor din Orăștie:p. 209.	